# Петерхоф (дворцово-парков ансамбъл)
„Петерхоф“ (на руски: Петергоф; от нидерландски: Peterhof, в превод: „дворът на Петър“), предишно име „Петродворец“ (1944 – 1997), е дворцово-парков ансамбъл, разположен на южния бряг на Финския залив. Намира се в едноименния град Петерхоф (бивш Петродворец) на 29 километра от Санкт Петербург.
Основан е от царя обединител и първи император на Русия Петър I през 1710 година. Строителството на парка продължава до 1755 г.
Построен е в стил барок, присъстват обаче и елементи на класицизъм, необарок и неоготика. Дворецът заедно с целия архитектурен и парков комплекс около него е част от културното наследство на Руската федерация и е включен в списъка на световното културно и природно наследство на ЮНЕСКО.
Парковете са изпълнени с множество фонтани, преливащи от един стил и период на изкуството в друг. Фасадите на всички сгради в „Петерхоф“ са пищни и богато украсени.
Ансамбълът е вдъхновен от френския Версай, но според критиците в много отношения дори го надминава. Свързващата сила между всички паркове и градини е водата – връзката между живата природа и архитектурата. В рамките на този културен паметник се помещават голям брой произведения на изкуството.

## История
Решението за създаването на извънградска резиденция Петър I взима през 1705 г. Съхранените скици, укази и отметки по документите на императора дават възможност да се твърди, че общата концепция на дворцовия комплекс, а понякога и на детайлни разработки на отделни елементи в архитектурата и водоскочните съоръжения, му принадлежат.
През август 1723 г. се състои тържественото откриване на „Петерхоф“. По онова време е планиран и Долният парк, прокопан е Морският канал, част от фонтаните действат, привършени са горните палати, построен е „Монплезир“, почти е готов и павилионът „Ермитаж“, построени са повече от 20 дървени галерии и павилиони, перголи, Голямата каскада, Марлинският дворец, 16 големи фонтана.

## Забележителности

### Сгради
- Голям дворец (Большой дворец)
- Вилният дворец (Коттедж, Cottage)
- Дворец „Монплезир“ (Mon plaisir)
- Екатеринински корпус
- Дворец „Марли“ (Château de Marly)
- Павилион „Ермитаж“ („Эрмитаж“, Hermitage)

### Градини
- Горна градина (Верхний сад)
- Долен парк (Нижний парк)

### Фонтани
- Голяма каскада
- Фонтан „Самсон“
- Златна планина
- Шахматна планина
- Воронихински колонади
- Фонтан „Кит“
- Фонтан „Пирамида“
- Фонтан „Сноп“

## Интересни факти
- В „Петерхоф“ ежегодно се отбелязват две важни събития – празниците на откриването и затварянето на фонтаните. Първоначалното пускане на водата се осъществява на 9 май. На този ден входът за комплекса е безплатен. На 15 септември се затварят фонтаните. За да не се разрушават от природните стихии, всички статуи биват поставяни в специални дъсчени калъфи, пълни със специална вата, предпазваща фигурите от минусовите температури през зимата.
- Таксата за вход в комплекса е около 500 рубли, 13 евро. Дотам има градски транспорт и специално организирани туристически автобуси от Санкт Петербург.
- В музея в „Петерхоф“ има над 500 платна, над 100 скулптури, части от интериор и мебели.
- През 1992 година „Петродворец“ е включен в списъка на най-ценните обекти на Руската федерация и в Списъка на световното културно и природно наследство на ЮНЕСКО.
- Във всяка зала в „Петерхоф“ има различен и неповторим по своето подреждане паркет.